# 李徳懋
李 徳懋（イ・ドンム、り とくぼう、ハングル: 이덕무、1741年 - 1793年）は、李氏朝鮮時代の学者。本貫は全州。百科全書『青荘館全書』の著者。
歴代国王の御筆を保存する目的で創設された李氏朝鮮の国王直属の奎章閣の検書官である。奎章閣の人事は、弘文館・芸文館の長官の推薦が必要であり、才能がありながらも庶子であり社会進出を閉ざされたものを当て、李徳懋は、庶子でありながら正祖から奎章閣検書官に抜擢される。

## 登場作品
映画
- 風と共に去りぬ!?（朝鮮語版）（2012年）配役：チャ・テヒョン